# Ong Soo Han
Ong Soo Han (* 20. Jahrhundert in Batu Pahat, Malaysia) ist ein ehemaliger malaysischer Stuntman und Schauspieler.

## Leben
Am Anfang seiner Filmkarriere trat er in asiatischen Fernsehwerbespots auf, die bald die Aufmerksamkeit von Hollywood-Produzenten auf ihn zogen. Es dauerte nicht lange, bis er 1989 seine erste Rolle in Karate Tiger 3 – Der Kickboxer erhielt. Daraufhin spielte er in einer Reihe von Action-Filmen mit, darunter Dragon – Die Bruce Lee Story, Street Fighter – Die entscheidende Schlacht und Bloodsport 2. Als Stuntman war er 1995 auch in der Disney-Komödie Operation Dumbo zu sehen.
Heute ist Ong Soo Han Health Club Manager des Four Seasons in Bangkok.

## Filmografie
- 1989: Karate Tiger 3 – Der Kickboxer
- 1990: Karate Tiger 5 – König der Kickboxer
- 1993: Dragon – Die Bruce Lee Story
- 1994: Street Fighter – Die entscheidende Schlacht
- 1996: Bloodsport 2
- 1996: The Quest – Die Herausforderung
- 1996: Tigerkralle 2
- 1999: Last to Surrender